# 奈良県道36号天理王寺線
奈良県道36号天理王寺線（ならけんどう36ごう てんりおうじせん）は、奈良県天理市から同県北葛城郡王寺町に至る主要地方道に指定された県道である。

## 概要
1982年（昭和57年）4月1日に第5次主要地方道に指定され、同年12月24日に奈良県道36号となった。
北葛城郡河合町穴闇地内にて長らく未通となっていたが、2010年（平成22年）3月8日に同区間にて供用を開始し、未通区間は解消された。なお、磯城郡川西町唐院交差点と河合町西穴闇交差点との間は、集落や農地内、飛鳥川に沿うルートとなり、おおよそ0.8 - 1.5車線程度と狭隘な状態となっている。一方で、代替して通行できる道路が存在せず、すれ違いが困難な大型車は通行できず、大きく迂回する必要があるため、この状態を解消すべく、バイパス道路の建設が計画されている。

### 路線データ
- 陸上距離：15.1 km
- 起点：天理市三昧田町（三昧田交差点、国道169号交点）
- 終点：北葛城郡王寺町本町（本町一丁目交差点、国道25号・国道168号交点）

## 路線状況

### 重複区間
- 国道24号（天理市庵治町）
- 奈良県道108号大和郡山広陵線（磯城郡川西町結崎 地内）
- 奈良県道5号大和高田斑鳩線（北葛城郡河合町西穴闇 - 北葛城郡河合町池部）

## 地理

### 通過する自治体
- 奈良県
  - 天理市 - 磯城郡田原本町 - 天理市 - 磯城郡川西町 - 北葛城郡河合町 - 北葛城郡王寺町

### 交差する道路
| 交差する道路                                          | 交差する場所 | 交差する場所 | 交差する場所 | 交差する場所 | 備考                                         |
| ----------------------------------------------------- | ------------ | ------------ | ------------ | ------------ | -------------------------------------------- |
| 国道169号                                             | 奈良県       | 天理市       | 天理市       | 三昧田       |                                              |
| 奈良県道51号天理環状線                                | 奈良県       | 天理市       | 天理市       | （九条町）   |                                              |
| 奈良県道51号天理環状線                                | 奈良県       | 天理市       | 天理市       | （備前町）   |                                              |
| 国道24号                                              | 奈良県       | 天理市       | 天理市       | 庵治町       |                                              |
| 奈良県道108号大和郡山広陵線                           | 奈良県       | 磯城郡       | 川西町       | （結崎）     |                                              |
| 奈良県道108号大和郡山広陵線 大和中央道                | 奈良県       | 磯城郡       | 川西町       | 結崎工業団地 |                                              |
| 奈良県道108号大和郡山広陵線                           | 奈良県       | 磯城郡       | 川西町       | 唐院         |                                              |
| 奈良県道5号大和高田斑鳩線 奈良県道132号河合大和高田線 | 奈良県       | 北葛城郡     | 河合町       | 西穴闇       | ※ここから北葛城郡河合町池部まで県道5号と重複 |
| 奈良県道5号大和高田斑鳩線                             | 奈良県       | 北葛城郡     | 河合町       | 池部         |                                              |
| 奈良県道132号河合大和高田線                           | 奈良県       | 北葛城郡     | 河合町       | （穴闇）     |                                              |
| 奈良県道132号河合大和高田線                           | 奈良県       | 北葛城郡     | 河合町       | 新西山橋東詰 |                                              |
| 国道25号 国道168号                                    | 奈良県       | 北葛城郡     | 王寺町       | 本町1丁目    |                                              |

※ 交差する場所の括弧書きは地名、それ以外は交差点名で表示

### 沿線
- 長柄運動公園
- 結崎駅
- 結崎工業団地
- 西大和イオン
- 西大和学園
- 西和警察署